# Vita veloce freestyle
Vita veloce freestyle è un singolo del rapper italiano Gué Pequeno e del DJ producer italiano DJ Harsh, pubblicato il 16 dicembre 2020 come unico estratto dal mixtape Fastlife 4.

## Tracce
Testi e musiche di Cosimo Fini, Daniele Negri e Filippo Gallo.
1. Vita veloce freestyle – 1:37

## Classifiche
| Classifica (2021) | Posizione massima |
| ----------------- | ----------------- |
| Italia            | 36                |